# 크리스토퍼 소머스
크리스토퍼 소머스(Christopher Sommers, 1977년 1월 1일 ~ )는 오스트레일리아의 배우이다.

## 영화
- 웨스턴 좀비헌터 (2015년)
- 피어 오브 다크니스 (2014년)
- 워터 디바이너 (2014년) - 터커 병장 역
- 드라이브 하드 (2014년)
- 타임 패러독스 (2014년) - Mr. 밀러 역
- 더 라스트 맨 온 어스 (2013년)
- 세일보트 (2013년)
- 코프 (2013년)
- 언피니쉬드 스카이 (2007년)
- 호스맨(영어판) (2007년)